# Nicolaus Bruhns
Nicolaus Bruhns, auch Nikolaus Bruhns, manchmal Nicolaus Bruhn oder Nicolaus Bruns (* Dezember 1665 in Schwabstedt; † 29. Märzjul. / 8. April 1697greg. in Husum), war ein deutscher Komponist der norddeutschen Orgelschule und ein Orgel- und Geigenvirtuose. Sein überliefertes Werk umfasst vier vollständige Orgelwerke sowie zwölf geistliche Kantaten und enthält einige außergewöhnlich originelle Stücke.

Stammtafel der Musikerfamilie Bruhns

## Leben
Bruhns entstammte einer schleswig-holsteinischen Musikerfamilie. Sein Großvater Paul war Lautenist und Musikmeister in der Kapelle des Gottorfer Herzogs Friedrich III. Nicolaus’ Onkel Friedrich Nicolaus Bruhns war Direktor der Hamburger Ratsmusik. Nicolaus’ Vater Paul – möglicherweise ein Schüler von Franz Tunder – war Organist der St.-Jakobi-Kirche in Schwabstedt, wo er die Tochter des Vorgängers heiratete.
Der Werdegang von Nicolaus Bruhns ist nur bruchstückhaft überliefert.

### Lübeck und Kopenhagen
Nicolaus erhielt ersten Unterricht vermutlich von seinem Vater. Wie Ernst Ludwig Gerber später in seinem Lexikon der Tonkünstler schrieb, beherrschte er bereits in frühem Alter das Orgelspiel und fertigte „gute“ Kompositionen für Klavier und Stimme an. Wahrscheinlich wirkten auch musikalische Eindrücke aus dem benachbarten Husum, der wohl reichsten Stadt der nordfriesischen Küste, auf ihn ein. Nicolaus bewies genügend Talent, um auf Anraten seines Vaters mit 16 Jahren bei seinem Onkel Peter, Ratsmusiker in Lübeck, Geige und Gambe zu erlernen. Auf diesen Instrumenten erwarb er „eine solche Fähigkeit, dass ihn jeder, wer ihn nur hörte und kennen lernte, bewundern und schätzen musste“ (Gerber). Von allen Lübecker Violinisten – deren Kunstfertigkeit im In- und Ausland bestaunt wurde – war Bruhns der jüngste Vertreter. Außerdem war er der Lieblingsschüler Dietrich Buxtehudes, bei dem er Komposition studierte und sein Orgelspiel vervollkommnete. Laut Matthesons Musiklexikon war Buxtehude Bruhns’ größtes Vorbild.
Nachdem Bruhns einige Zeit in der umliegenden Region umhergereist war, erlangte er dank eines an den Organisten der Kopenhagener Nicolaikirche, Johann Lorenz d. J., gerichteten Empfehlungsschreibens von Buxtehude eine Stelle als Komponist und Geiger am dortigen Hof – derartige Fahrten in die Nordländer kamen unter Lübecker Musikern des Öfteren vor. Sein späterer Schwager Johann Hermann Hesse, der in Kopenhagen Beziehungen hatte, verhalf ihm zu dieser Reise. Bruhns blieb einige Jahre in Kopenhagen; die genauen Umstände seines Aufenthalts sind unbekannt. Beamtet war Bruhns nicht, als sicher gilt jedoch, dass er stellvertretender Organist von Lorenz war. Wahrscheinlich trat er als Orgel- und Violinvirtuose in dessen gerühmten Abendkonzerten sowie am königlichen Hof auf.
Über die Zeitspanne, während der Bruhns bisher in Kopenhagen vermutet wird, geben die Magistratsprotokolle des Archivs der Landeshauptstadt Kiel neue Informationen. Danach kann Bruhns etwa 1683/84 im Raum Kopenhagen als Musiker tätig gewesen sein. Keinesfalls kommt aber ein mehrjähriger Aufenthalt in Betracht. Ab 1684 warb der Rat der Stadt Kiel mit Wissen oder gar im Auftrag des im Hamburger Exil lebenden Herzogs Christian Albrecht von Schleswig-Holstein-Gottorf um den jungen Organisten und Komponisten. Ihm wurden eine Wohnung und finanzielle Sicherung geboten, Vertreter der Stadt trafen mehrfach mit Bruhns zusammen und zahlten ihm unter anderem 2400 Rthlr. Prozesskosten für seinen Prozess in Kopenhagen. Stadtvertreter reisten nach Kopenhagen und erwarben dort ein offenbar Bruhns betreffendes „zugefundenes Papier“.
Zwischen März und September 1685 wurde Bruhns offenbar arrestiert, wobei die Gründe nicht bekannt sind. Im Januar 1687 berichten die Protokolle von einem misslungenen Versuch, Bruhns aus dem Arrest zu befreien. Daran beteiligen sich neben den Kielern hochgestellte Persönlichkeiten aus Regierung und Militär. Der als „Passagier“ bezeichnete Bruhns schlafe zwischen Lübeck und Laboe, sein Fußgelenk sei gering deformiert, die Arrestkosten höher als der Verdienst seiner Arbeit. Offenbar bemühten sich seine Gönner 1688 erneut um eine Freilassung. In der Schlussphase der Verhandlungen zum Altonaer Vertrag am Jahresanfang 1689 wuchs in Kiel das Verlangen nach einem erfolgreichen Abschluss des langen Werbens um Nicolaus Bruhns.

### Husum
Nach dem Tod des alten Organisten Friedrich zur Linden der – heute nicht mehr bestehenden – alten Husumer Marienkirche im Januar 1689 wollte der Stadtrat dem bereits zu gewissem Ruhm gekommenen Bruhns diese Stelle anbieten. Da man nicht wusste, wo er sich gerade aufhielt, wurde der Posten nur vorläufig besetzt, und die Stadtväter versuchten, Bruhns ausfindig zu machen. Dies geschah in großer Eile – sogar des Nachts war ein Kurier nach Schwabstedt unterwegs, um vom Vater oder Bruder dessen Anschrift zu erhalten. Möglicherweise interessierten sich andere, konkurrierende Städte für den begabten Musiker. Nach einem Probespiel am 29. März in Husum wurde er schließlich einstimmig angenommen, „da vorher seinesgleichen von Kompositionen und Traktierung allerlei Arten von Instrumenten in dieser Stadt nicht war gehöret worden“. Mit seiner Berufung zum Organisten heiratete Bruhns Anna Dorothea Hesse, die Stiefschwester seiner Tante.
Der Rat der Stadt Kiel hielt sich aufgrund seiner materiellen und ideellen Leistungen sowie eines offenbar von Bruhns gegebenen Versprechens für berechtigt, ihn als Organisten nach Kiel zu verpflichten. Drei Monate nach seiner Bestallung in Husum bot der Kieler Stadtrat ihm eine Stelle als Nachfolger des damaligen Organisten der Nikolaikirche Claus Dengel an, was zu einem heftigen Streit zwischen beiden Städten führte. Bruhns, von einer aus der Sicht des Husumer Rates „mittels gewisser Vorwände“ von Kiel geschürten Intrige eingeschüchtert, reiste am 22. Juli des Jahres dorthin und versprach am 29. Juni 1689, in drei Wochen sein Amt anzutreten. Daraufhin versprach die Stadt Husum, die sich in ihrer Ehre verletzt fühlte, Bruhns als einzigem Organisten eine Erhöhung des ausgezahlten Gehalts um 100 auf 500 Taler jährlich, was Bruhns überzeugte, weiterhin in Husum zu bleiben. Der Husumer Rat musste allerdings eine „consentierte Beisteuer“ [einvernehmlichen Beitrag, Zuschuss] von 2500 Reichsthalern, umgerechnet 7500 Mark Lübsch, an den wieder in seine Rechte eingesetzten Gottorfer Herzog zahlen.
Mit dem Wechsel der Husumer Deputierten im Jahr 1691 wurde Bruhns gegen den Willen des Stadtrats die außergewöhnliche Gehaltserhöhung verweigert. Er reichte beim Gottorfer Herzog eine Klage ein, die er auch gewann. In seinem Schreiben an den Herzog deutete der Husumer Rat an, dass Bruhns das Geld dringend benötigte.
Neben der 1629 von Gottfried Fritsch restaurierten Orgel stand Bruhns auch der Vokalchor der Kirche zur Verfügung. Zwei Jahre lang arbeitete er mit dem örtlichen Kantor Georg Ferber zusammen, der für seine ausnehmend wohlklingende Bassstimme bekannt war und schließlich von Petrus Steinbrecher abgelöst wurde. Die Leitung des Instrumentalensembles übernahm der Stadtmusikant Heinrich Pape.

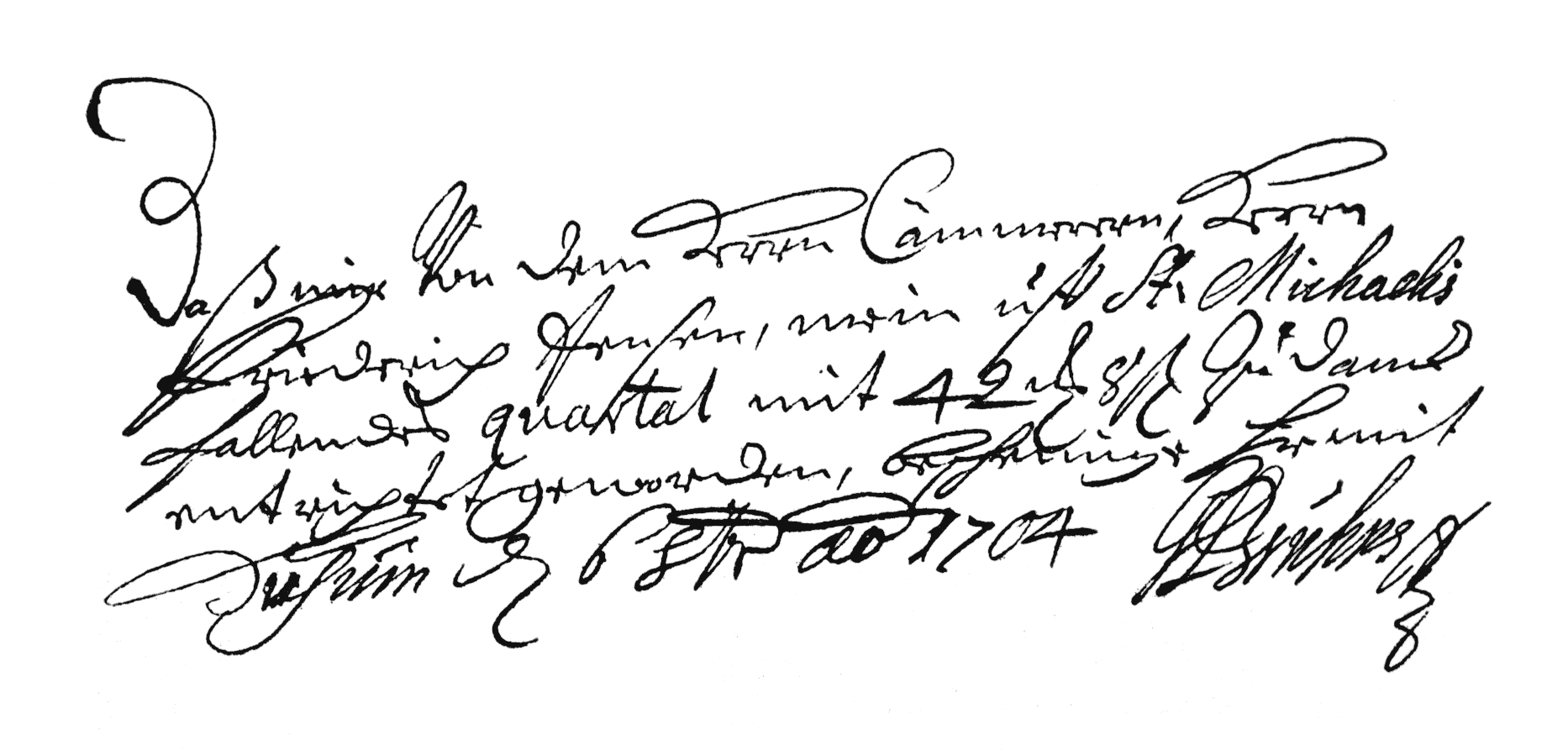
Quittung von Georg Bruhns, Nicolaus’ Bruder

Bis zu seinem frühen Tod im Alter von 31 Jahren blieb Bruhns in Husum. Am 2. April 1697 wurde er zu Grabe getragen, „von jedermann bedauert, dass ein solcher trefflicher Meister in seiner Profession, auch vertragsamer Mann nicht länger hat leben sollen“. Laut dem Kirchenarchiv der Stadt starb Bruhns an der „Schwindsucht“.
Bruhns hatte fünf Kinder, von denen zwei Mädchen bereits im Kleinkindalter verstorben waren, weshalb er drei Kinder hinterließ, die von seinem Schwager in väterliche Obhut genommen wurden. Sein einziger Sohn Johannes Paulus studierte Theologie und war zuletzt Pastor an der Klosterkirche in Preetz. Zu seinen Nachkommen gehört Matthäus Friedrich Chemnitz, der Dichter des Schleswig-Holstein-Liedes. Nicolaus hatte einen Bruder Georg, der zunächst Nachfolger des Vaters in Schwabstedt war und sein Amt in Husum übernahm. Allerdings sind von diesem weder Kompositionen noch Hinweise auf eine historische Nachwirkung bekannt, sodass mit Nicolaus auch die Geschichte der Musikerfamilie Bruhns erlosch.

## Spieltechnik
Bruhns galt weit über die Stadtgrenzen Husums hinaus als Orgel- und Violinvirtuose. Wie Mattheson berichtet, habe er dann und wann gleichzeitig Geige und an der Orgel mit dem Pedal den Bass gespielt. Gerber berichtet 1790/1792, dass er währenddessen sogar gesungen habe, sodass sich sein Spiel wie von mehreren Personen anhörte. Möglicherweise führte Bruhns seine Kantate Mein Herz ist bereit auf diese Art auf.
Bruhns soll auf der Geige eine Spieltechnik besessen haben, die es ihm erlaubte, aushaltende vierstimmige Akkorde zu spielen. Albert Schweitzer führt in seiner Monographie über Johann Sebastian Bach bei der Besprechung von Bachs Solo-Violinsonaten Bruhns als einen Beleg dafür an, dass in der Zeit vor und bis Bach das mehrstimmige Spiel auf der Geige ohne die heute üblichen Intervallzerlegungen oder das Arpeggieren möglich und üblich gewesen sei.
Das überlieferte Werk lässt keine Rückschlüsse auf das ebenfalls von Gerber berichtete Geschick im Gambenspiel zu, jedoch finden sich Hinweise darauf möglicherweise in den Kompositionen Buxtehudes: Wahrscheinlich schrieb Buxtehude seine Kantate Jubilate Domino für Alt und obligate Gambe für Bruhns und sah ihn als Gambensolisten der Kantate Gen Himmel vor. Sollte dies stimmen, so würden die virtuosen Läufe der Gambenstimmen beweisen, dass die Gambe nicht nur ein Nebeninstrument von Bruhns war.

## Werk
Aufgrund seines frühen Todes sind von Bruhns nur vier vollständige Orgelwerke und zwölf geistliche Kantaten eindeutig überliefert. Er schrieb auch Kammermusik, die jedoch verschollen ist.
Geck charakterisierte Bruhns als einen Komponisten „mit der Leidenschaft eines Künstlers, der nicht über seinem Werk steht, sondern in ihm aufgeht“. Bruhns’ Kompositionen werden in hohem Maße von ihrer erwünschten emotionalen Wirkung bestimmt, die über formale Aspekte vorherrscht.

### Orgelwerk

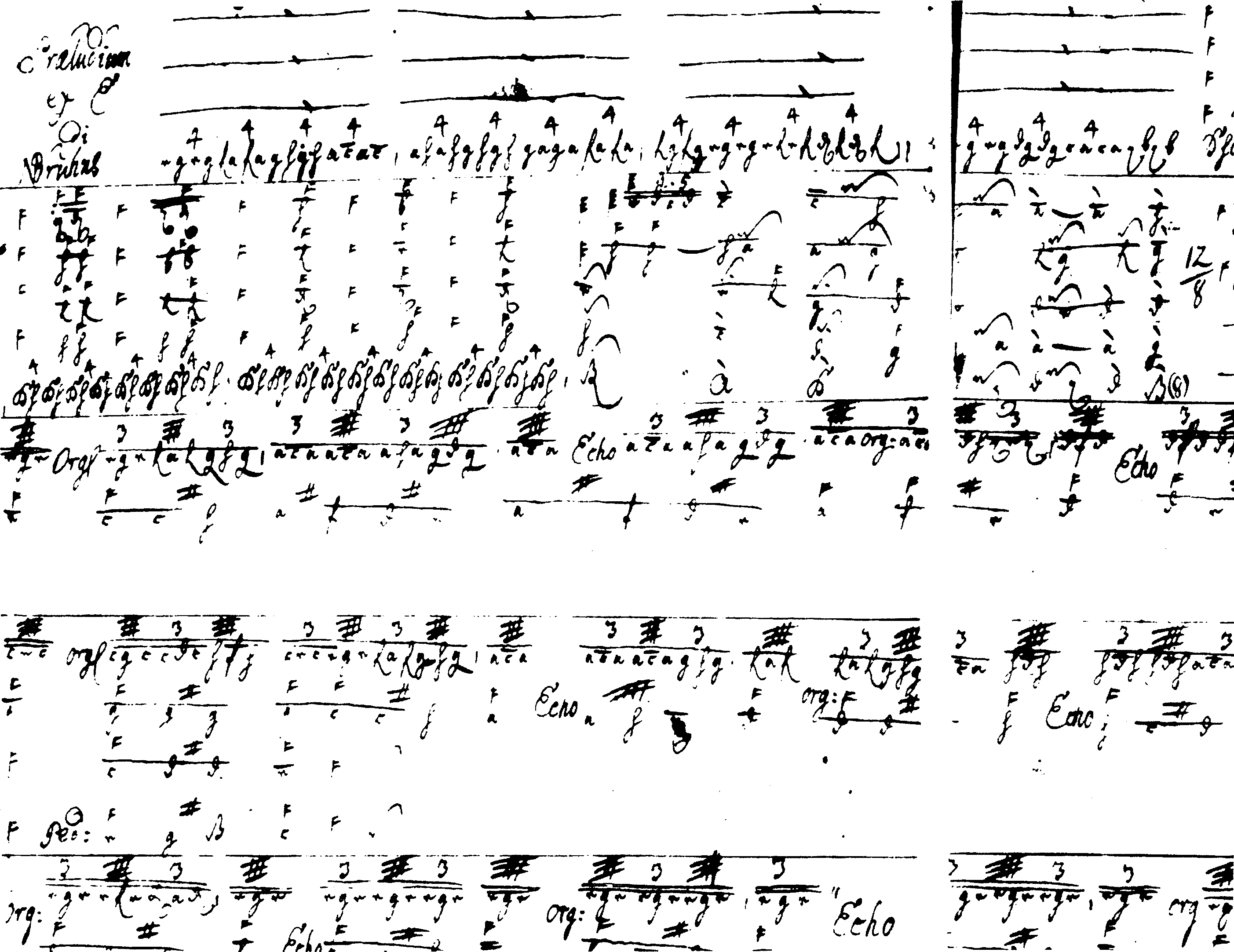
Manuskript des kleinen Präludiums in e-Moll (Tabulatur)

In Quantz’ Versuch einer Anweisung… wurde Bruhns zu den besten Verfassern von Orgelwerken seiner Zeit gerechnet. Drei Praeludien sowie eine Fantasie über den Choral Nun komm der Heiden Heiland stammen mit Sicherheit von Bruhns.
Die Orgelwerke weisen typische Merkmale des norddeutschen Orgelstils auf: Kontrast von homophonen und fugierten Abschnitten, Arpeggii und virtuose Pedalpassagen mit Trillern. Auffallend sind die kühne Harmonik und verschachtelte Rhythmik. Bruhns schöpfte alle Freiheiten des Stylus phantasticus aus, um affektreiche, zuweilen herb und fast „modern“ anmutende Kompositionen zu schaffen. Da die schnellen Läufe der Praeludien klare und präzise Rhythmik – teilweise unter Einsatz des Doppelpedals – erfordern, stellen sie hohe Anforderungen an den Interpreten.
„Großes“ Praeludium in e-Moll
Dieses Praeludium ist zweifellos Bruhns’ eigenwilligstes Orgelwerk. Es besteht aus zwei voneinander unabhängigen Fugen mit jeweiligem Vor-, Zwischen- und Nachspiel, in die freie Abschnitte eingestreut sind. Mit seiner enormen Vielfältigkeit treibt es den „Fantastischen Stil“ auf die Spitze. Apel verglich das Stück – möglicherweise in Anlehnung an eine Charakterisierung des Stylus phantasticus in Matthesons Werk Der vollkommene Capellmeister – mit einem „magischen Theater, in dem jeden Augenblick neue Personen auftreten, sich über die Bühne bewegen und wieder verschwinden“.
Die freie Einleitung besteht aus einer Chromatik, die mit im späteren ersten Fugenthema verdeutlichten kürzeren Tonfolgen verwoben ist. Die Fuge beginnt mit einer chromatischen Tonfolge, der das vom Einsatz der zweiten Stimme begleitete Hauptthema folgt:

Die Fuge geht mittels einer freien Überleitung in einen Abschnitt im 12/8-Takt über. Diesem schließt sich eine unerwartete Arpeggio-Passage an. Im darauf folgenden Ostinato wechseln sich Manual und Pedal ab. Schließlich setzt die zweite Fuge mit ihrem synkopierten Hauptthema ein:

Der im 24⁄16-Takt gehaltene Schlussteil ist von komplexem Aufbau und endet mit einem auf E aufgebauten Akkord.
„Kleines“ Praeludium in e-Moll
Das „kleine“ e-Moll-Praeludium ist nicht so reichhaltig wie das größere, aber von ebenso zerstückeltem Aufbau. Der Einleitung, die aus einer schnellen Pedalfolge mit punktweiser Begleitung durch das Manual besteht, schließt sich ein langer Echoteil an. Darauf folgt ein fröhlich anmutendes Fugato. Dem nächsten Abschnitt in Allegro folgen einige Arpeggio-Takte, die zum Schlussteil überleiten.
Praeludium in G-Dur
Dieses Werk ist formal ähnlich wie viele andere norddeutsche Tokkaten aufgebaut. Es besteht aus Vorspiel, Fuge mit Reperkussionsthema, Zwischenspiel, Fuge über die Dreiertakt-Variante des Themas und Nachspiel. Es handelt sich hierbei im Gegensatz zu den beiden e-Moll-Praeludien um ein Stück, das trotz scheinbar unterschiedlicher Abschnitte über innere Kohärenz verfügt und von sorgfältigem Aufbau zeugt.
Nach einer Tokkata und einigen einleitenden Takten beginnt die erste Fuge, deren Thema, ähnlich wie bei Buxtehude, wiederholte Noten enthält. In schneller Abfolge setzen vier weitere Stimmen ein. Einige Stellen verwenden das Doppelpedal und sind somit sechsstimmig; die Unterschiede in der Tonhöhe beider Pedalstimmen erreichen bis zu zwei Oktaven. Einem Zwischenspiel folgt die ebenfalls fünfstimmige zweite Fuge. Ein virtuoses Pedalspiel leitet schließlich das dramatische Nachspiel ein.
Choralfantasie: Nun komm der Heiden Heiland
Das Lied Nun komm der Heiden Heiland ist Luthers deutsche Übersetzung des mittelalterlichen Hymnus Veni redemptor gentium und wurde im ersten lutherischen Gesangbuch von 1524 in Erfurt veröffentlicht. Die Melodie erscheint bei Bruhns zunächst im Tenor:

Nacheinander übernehmen der Alt und schließlich das Pedal diese Melodie. Mit der Zeit kommen immer neue Figuren und Melodiefragmente mit Echopassagen und Einschüben im Stil der Partita hinzu. Mit einer jähen Unterbrechung endet der Klangreichtum, um schließlich in einen gleichförmig fließenden letzten Abschnitt zu münden, der relativ unspektakulär abschließt.

### Vokalwerk
Bruhns’ Vokalwerk lässt sich grob in drei Kategorien teilen.
Einen Teil bilden die durchkomponierten Konzerte, die nur aus einem zusammenhängenden Stück bestehen und die Texte der Schriften unverändert übernehmen.
Den anderen großen Teil bilden die durchnummerierten Konzerte, die – wie auch die Kantate im engeren Sinn – aus mehreren Sätzen bestehen und die Originaltexte paraphrasieren. Dabei verwenden sie alle Techniken, die auch in der Oper Gebrauch finden, wie Ritornelle, Arien, Duos, Trios und Chöre.
Schließlich ist noch eine als lutherisches Kirchenlied konzipierte Choralkantate überliefert.
Bruhns vereinte Stilelemente zweier entgegengesetzter Musikgattungen, nämlich des von Schütz geprägten geistlichen Konzerts und des bis dahin weitgehend der weltlichen Musik vorbehaltenen Madrigals. Ebenso wie die Kompositionen für Orgel zeugen die Vokalwerke von einem großen Gespür für die Affektwirkung.
Einige der Werke verlangen eher instrumentale, andere eher vokale Souveränität. Ebenso finden sich fugierte Abschnitte, die instrumentale und vokale Stimmen vereinen, wie etwa bei der Kantate Jauchzet dem Herren. Dies lässt darauf schließen, dass Bruhns Stimmen und Instrumente weitgehend als eine Einheit betrachtete. Die Instrumentation ist allerdings recht begrenzt, was damit zusammenhängen dürfte, dass Bruhns keine Gelegenheit zu diesbezüglicher Ausbildung erhielt.
Nur vereinzelt sind die Originaltitel der Vokalwerke – wie etwa „Madrigal“ (Hemmt eure Tränenflut) oder „Canzon spirituale“ (O werter heil’ger Geist) – überliefert. Heute werden sie gemeinhin unter dem Begriff „Kantaten“ zusammengefasst. Eine Datierung ist nur grob und vereinzelt möglich. Die Reihenfolge der im Folgenden näher erläuterten Werke folgt der Gesamtausgabe.

#### Durchkomponierte geistliche Konzerte

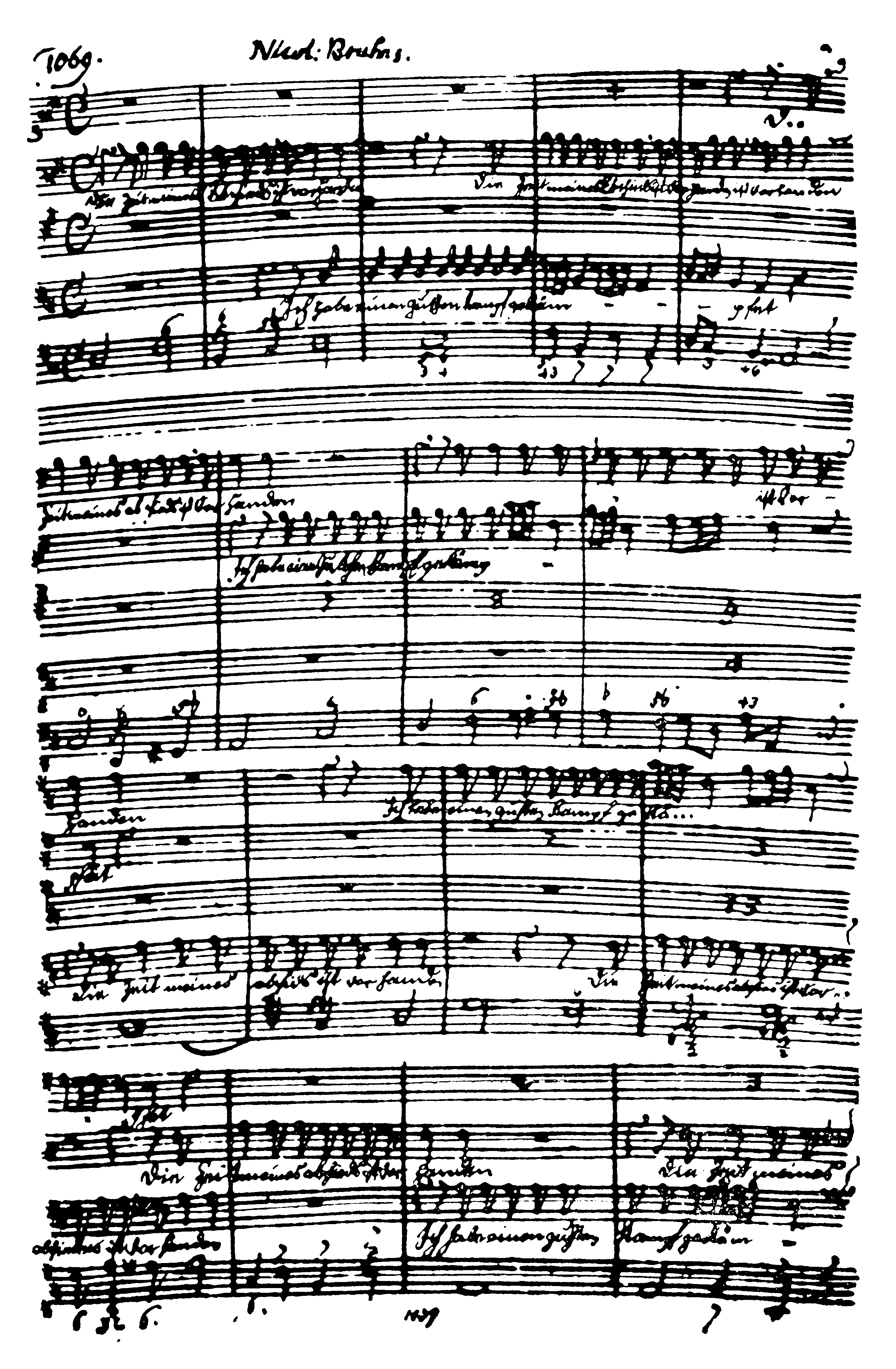
Anfang von Die Zeit meines Abschieds ist vorhanden, Partiturabschrift von Georg Österreich

Die Zeit meines Abschieds ist vorhanden
Vierstimmiger Chor (Sopran, Alt, Tenor, Bass), Saiteninstrumente, Generalbass
Text: 2. Timotheus, Kapitel 4, Verse 6–8
Dieses Werk steht noch größtenteils in der Tradition der Konzertmotette: Jede Idee des Textes wird motivisch selbstständig umgesetzt. Das Werk gliedert sich in fünf literarische Abschnitte, die in drei musikalischen Sätzen zusammengefasst sind. Die Fünfgliederung erinnert an Tunder, wirkt jedoch wegen ausgeglichenerer Abschnitte homogener.
Das Stück beginnt mit einer vierstimmigen Fuge in D-Dur, die aus dem Thema Die Zeit meines Abschieds ist vorhanden und einem Gegenthema über Ich habe einen guten Kampf und einer harmonischen Sequenz über gekämpfet besteht. Der Hauptidee des zweiten Textabschnitts (Ich habe den Lauf vollendet), der „Lauf“, wird durch Betonungen des Vokals, begleitet von einem Echo der Saiteninstrumente, hervorgehoben. Der Zentralabschnitt wird von der schrittweisen chromatischen Erhöhung von hinfort sowie einem harmonischen Abschluss über der Gerechtigkeit bestimmt. Der letzte Abschnitt (Nicht mir aber allein) beginnt mit Sopran und Alt, die von Tenor und Bass verstärkt werden.
Der Herr hat seinen Stuhl im Himmel bereitet
Bass, zwei Violinen, zwei Gamben, Violine oder Fagott, Generalbass
Text: 103. Psalm, Verse 19–22
Von der Stimmführung her ist diese Kantate in A-Dur wie ein dreistimmiges Concertato aufgebaut und enthält zahlreiche fugierte Abschnitte. Der erste Textabschnitt wird vom Solobass eröffnet, auf den das fünfstimmige Instrumentalensemble antwortet. Den Kern des Werkes bilden die Verse 20 sowie 21/22. Eine breit ausgeführte Allelujah-Fuge schließt das Werk ab, in dem Bruhns eher auf einen mathematisch genauen formalen Aufbau als auf eine getreue musikalische Umsetzung des Textmaterials Wert legt.
Jauchzet dem Herren, alle Welt
Tenor, zwei Violinen und Generalbass
Text: 100. Psalm
Diese Kantate gliedert sich in drei große Teile. Der erste reiht Rezitative und Ariosos aneinander, die ob ihrer schnellen Tonfolgen hohe Ansprüche an den Tenor stellen. Der zweite (Geht zu seinen Toren) enthält eine vierstimmige Fuge, die neben dem Sänger alle Instrumente mit einbezieht. Der dritte Teil ähnelt dem ersten.
De profundis
Bass, 2 Violinen und Generalbass
Text: 130. Psalm, Verse 1–8
Diese Bass-Solokantate, möglicherweise auch die beiden virtuosen Stücke Der Herr hat seinem Stuhl im Himmel bereitet und Die Zeit meines Abschieds ist vorhanden, könnte Bruhns in Husum für Ferber geschrieben haben. Es handelt sich dabei um eine der beiden überlieferten Kompositionen in lateinischer Sprache. Die Bassstimme findet ihr Gegenstück in den wenigen Instrumenten, die zeitweise in den Vordergrund rücken.
Das Stück beginnt mit einer schwermütigen Sinfonia. Die Tiefe wird durch einen chromatischen Abstieg bei Fiant aures tuae intendentes symbolisiert. Der Zentralteil stellt den zweifelnden Gläubigen mit einem zögernden Wechsel zwischen langsamen Rezitativen und schnelleren Ariosos dar. Eine fröhlich anmutende Beschleunigung des Tempos bei et ipse redimet legt jeden Zweifel beiseite und mündet schließlich in ein jubilierendes Amen.
Mein Herz ist bereit
Bass und obligate Violine
Text: 57. Psalm, Verse 8–12
Diese Komposition ist diejenige, die einen Einblick in Bruhns’ Spieltechnik gibt. Insbesondere im Präludium wird das virtuose Geigenspiel, bei dem häufig zwei oder drei Saiten gleichzeitig erklingen, als Effekt verwertet. Der Text ist die deutsche Übersetzung von Paratum cor meum. Die Kantate besteht aus fünf Abschnitten und ist von komplexer Struktur. Die naiv-heitere Grundstimmung wird durch zahlreiche Figuren, wie die Melodie Wache auf, meine Ehre und den Wechsel zwischen Stimme und Instrumenten erreicht.

#### In Einzelstücke gegliederte geistliche Konzerte
Wohl dem, der den Herren fürchtet
2 Sopranos, Bass, Streicher und Generalbass
Text: 128. Psalm, Verse 1–6
Diese Kantate besteht aus vier Sätzen. Der Einleitung im konzertanten Stil folgt der zweite Satz (Dein Weib wird sein), der ausschließlich den Sopranos vorbehalten ist. Der dritte Satz (Siehe, also wird gesegnet der Mann) wird dementsprechend vom Bass bestimmt. Der vierte und letzte Satz schließlich (Der Herr wird dich segnen aus Zion) besteht aus Wechseln zwischen den Stimmen.
Paratum cor meum
Zwei Tenöre, Bass, Violine, zwei Gamben, Generalbass
Text: 57. Psalm, Verse 8–12 (lat. Fassung)
Dieses Konzert besteht aus einem eröffnenden Allelujah und drei Sätzen. Der erste (Verse 8–9) und der letzte (Vers 12) Satz ist dreistimmig mit Instrumentalensemble. Der auf den übrigen Versen aufgebaute solistische Mittelteil besteht aus einem Rezitativ und Arioso für den ersten Tenor sowie zwei Ariosi für den zweiten Tenor.
Ich liege und schlafe
Vierstimmiger Chor (Sopran, Alt, Tenor, Bass), vier Einzelstimmen, Streicher, Generalbass
Text des Anfangs- und Schlusssatzes: 4. Psalm, Vers 9; Mittelsatz: Ich hab Gott Lob das Mein vollbracht (Georg Werner)
Dem Text entsprechend ist die Kantate in der „tragischen“ Tonart c-Moll gehalten. Eine Sinfonia der Streicher geht dem Einzug der Stimmen voran. Der zweite Satz ist eine Soloarie für Sopran. In der von Fritz Stein 1939 besorgten Ausgabe dieser Kantate enthält diese Arie einen Transkriptionsfehler im Text: die Soprankoloratur lautet auf das Wort "Freuden" und nicht, wie Stein angibt, auf das Wort "Frieden" (Lit.: Aderhold 2008, S. 352).  An ein instrumentales Ritornell schließt sich das Tenor-Alt-Duo In Jesu Namen an. Nach einem zweiten Ritornello folgt eine Soloarie für Bass in der Tradition Buxtehudes.
Die ergreifende, von einigen Autoren als „mystisch“ bezeichnete musikalische Umsetzung der Betrachtungen über den Tod macht die ganz besondere Qualität dieser Kantate aus.
Der Ecksatz dieses Stückes ist auch mit dem Text Ich habe Lust abzuscheiden (nach Phil. I, 23) als Parodie überliefert.
Muss nicht der Mensch
Vierstimmiger Chor (Sopran, Alt, Tenor, Bass), vier Einzelstimmen, Streicher, zwei Clarini, Generalbass
Text: Paraphrase von Hiob VII, Kapitel I, 1
Diese Kantate ist vermutlich ein unter der Aufsicht Buxtehudes entstandenes Jugendwerk, in dem Bruhns versuchte, den Stil der „großen Abendmusiken“ seines Lehrers zu imitieren. Sie beginnt mit einer Ouvertüre, in der Clarini, Streicher und Clarini aufeinanderfolgen. Darauf folgen drei Strophen, die allesamt mit einem Chor über das fugierte Thema Da gibt es schon auf allen Seiten abschließen. Der zweite Teil der Kantate besteht aus je einer Strophe für Bass und Tenor und mündet schließlich in die Schlussstrophe über Triumph, der Kampf ist gekämpfet.
Parallelen zwischen diesem Madrigal und Buxtehudes Abendmusik „Das Jüngste Gericht“, BuxWV 129, deuten darauf hin, dass Bruhns an der Entstehung letzterer lebhaften Anteil hatte (Lit.: Kölsch 1957, S. 22).
O werter heil’ger Geist
Vierstimmiger Chor (Sopran, Alt, Tenor, Bass), vier Einzelstimmen, zwei Clarini, Streicher und Generalbass
Text: Paraphrase des Luther-Chorals Komm heiliger Geist
Text und ausgereifter Stil dieser viersätzigen Kantate deuten darauf hin, dass sie 1691 zur Amtseinführung eines Predigers geschrieben wurde. Der erste Satz besteht aus einem Ritornello in C-Dur, gefolgt von einem Refrain über Die sündliche Schwachheit, der wiederum mit einem Ritornello abschließt. Die drei folgenden Sätze bestehen aus Einsätzen der Solisten, die gelegentlich vom anfänglichen Ritornello unterbrochen werden und mit einem Schlusschor enden.
Hemmt eure Tränenflut
Vierstimmiger Chor (Sopran, Alt, Tenor, Bass), vier Einzelstimmen, Streicher und Generalbass
Textquelle unbekannt
Dieses möglicherweise letzte Werk des Meisters zelebriert das Osterfest. Instrumentale Ritornellos und im Sologesang vorgetragene Strophen wechseln ab. Am Schluss steht ein Amen, das auf dem Choral Christ lag in Todes Banden basiert.

#### Choralkonzert
Erstanden ist der heilige Christ
2 Tenöre, 2 Violinen und Generalbass
Die Choralkantate basiert auf dem aus dem 14. Jahrhundert stammenden lateinischen Gesang Surrexit Christus hodie, der 1531 im Brüdergesangbuch von Michael Weisse veröffentlicht wurde. Der von Bruhns angewandte Cantus firmus wurde bereits 1555 von Valentin Triller verwendet.

### Fragmentarische und ungewisse Werke

Präludium in g-Moll, hier: Fuge T. 33–76. Abschrift von Johannes Ringk.

Ein Praeludium in g-Moll, das ähnlich lang wie das kleine e-Moll-Praeludium ist, wurde 1970 entdeckt. Der Autor ist in der einzigen Quelle mit Mons: Prunth. angegeben. Seit einer stilkritischen Untersuchung von Dietrich Kollmannsperger wird dieses Praeludium allgemein Arnold Matthias Brunckhorst zugeschrieben. Anzeichen für eine fremde Verfasserschaft ist die – verglichen mit den anderen Orgelwerken Bruhns’ – recht einfache Struktur der Komposition.
Ein im Husumer Orgelbuch von 1758 überliefertes kurzes Adagio. ⟨D-Dur⟩ di Nicolai Bruhns. könnte aus einem ansonsten verschollenen Praeludium stammen.
Robert Eitner schrieb noch die Kantate Wie lieblich sind deine Wohnungen und das Madrigal Satanas und sein Getümmel Nicolaus Bruhns zu. Als Autor ersterer wurde allerdings sein Onkel Friedrich Nicolaus mit hoher Wahrscheinlichkeit nachgewiesen. Zweitere muss aus stilistischen Gründen Bruhns abgesprochen werden; vermutlich stammt sie ebenfalls vom hamburgischen Ratsmusikanten.

## Nachwirkung

### Musikalischer Einfluss
Ob und wie Nicolaus Bruhns die spätere Barockmusik direkt beeinflusst hat, lässt sich angesichts der knappen Quellenlage nicht eindeutig feststellen. Ein Schriftstück, in dem sein Name auftaucht, ist ein 1775 von Carl Philipp Emanuel Bach verfasster Brief an Johann Nikolaus Forkel, aus dem kurz hervorgeht, dass sein Vater Johann Sebastian die Orgelwerke mehrerer norddeutscher Komponisten – darunter auch Bruhns – sowie einiger französischer Komponisten „geliebt und studiert“ haben soll. Ähnliches schrieb er 1754 in seinem Nekrolog auf Johann Sebastian Bach. Der Grund lag wohl in Johann Sebastians Zugang zur so genannten Möllerschen Handschrift und zum Andreas-Bach-Buch seines älteren Bruders und Klavierlehrers Johann Christoph Bach. Diese Musiksammlungen enthalten Bruhns’ Präludien in e-Moll sowie das Präludium in G-Dur. Riedel untersuchte mögliche formale Gemeinsamkeiten im Werk Bruhns’ und Bachs. Einige von Bachs frühen Werken enthalten zwar Motive, die eine oberflächliche Ähnlichkeit zu denen von Bruhns aufweisen. Da diese aber zur damaligen Zeit weit verbreitet waren, kann kein beweiskräftiger Zusammenhang zwischen den Werken der beiden Musiker hergestellt werden.
Über das Vokalwerk sind keine Referenzen bekannt. Mehrere Musikwissenschaftler folgten jedoch Steins Darstellung von Bruhns als einem der Komponisten, die den Weg zur madrigalischen Kantate ebneten; dies wird von Webber bestritten.

### Moderne Wiederentdeckung
In den 1930er Jahren wurden erstmals moderne biografische Nachforschungen über Bruhns betrieben. Damals kannte man vom Werk nur vier der Orgeltokkaten sowie eine Bass-Solokantate. Stein veröffentlichte 1939 die erste Gesamtausgabe des Werks als „Urtext“. Ebenso wie bei den meisten norddeutschen Meistern fehlt es auch bei Bruhns sowohl an gesichertem autographem Quellenmaterial als auch an Mehrfachüberlieferungen, sodass auf einzelne Abschriften zurückgegriffen werden muss, wie sie unter anderem von Agricola, Walther und Österreich angefertigt wurden. Neuere Ausgaben der Werke versuchen dies zu berücksichtigen und bei der Abschrift entstandene eventuelle Fehler zu korrigieren.
Nicolaus Bruhns wird kurz in einem Abschnitt der Novelle Renate (1878) des gebürtigen Husumers und Musikfreundes Theodor Storm erwähnt, in dem das abendliche Orgelspiel von Georg Bruhns stimmungspoetisch verwertet wird. Leben und Werk des Komponisten bilden die Grundlage für den Roman Mitternacht von Andreas Nohr.
Husum war Sitz der mittlerweile aufgelösten Nicolaus-Bruhns-Gesellschaft e. V., die 1947 im Anschluss an ein vom Rundfunk übertragenes Bruhns-Konzert unter der Leitung von Kurt Rienecker gegründet wurde. Vorsitzende waren Rienecker und Walter Rath; Fritz Stein war Ehrenvorsitzender der Gesellschaft, die über einen eigenen Chor sowie ein eigenes Orchester verfügte und weit über 100 Musikveranstaltungen mit Werken von Bruhns und anderen Komponisten durchführte. Eine Ehrung zum 350. Geburtstag des Komponisten erfolgte in Schwabstedt und der Marienkirche (Husum) durch den Musikzweig der Husumer Theodor-Storm-Schule zusammen mit dem ensemble avelarte Leipzig im Juli 2015.
Existierten 1965 nur drei Schallplattenaufnahmen, so ist die Auswahl an Tonträger-Veröffentlichungen von Bruhns’ Werken mittlerweile erheblich gewachsen – darunter finden sich hochwertige, von Musikzeitschriften ausgezeichnete Interpretationen. Die Orgelwerke wurden relativ häufig, auch als Gesamtaufnahmen, veröffentlicht. Den Vokalwerken hingegen wurde bisher eine geringere Aufmerksamkeit geschenkt: Neben mehreren Veröffentlichungen einzelner Stücke gibt es nur eine Gesamtaufnahme auf CD.
2018 wurde in Husum der Nicolaus-Bruhns-Chor gegründet, der sich besonders den Werken Bruhns’ und seiner Zeitgenossen widmet.

### Eponyme
Der am 4. Februar 1989 entdeckte Asteroid (5127) Bruhns trägt seit Juli 1992 seinen Namen.